# Pancerniki typu Impieratrica Marija
Pancerniki typu Impieriatrica Marija (Cesarzowa Maria Fiodorowna, ros. Императрица Мария Федоровна) – rosyjskie pancerniki z okresu I wojny światowej. Okręty zbudowano na potrzeby carskiej Floty Czarnomorskiej w odpowiedzi na turecki program zbrojeń morskich. Pod względem konstrukcyjnym okręty były podobne do pancerników typu Gangut. 

## Historia
W 1910 Turcja zamówiła w Wielkiej Brytanii nowoczesny pancernik „Reshad V”. Okręt pod względem swoich osiągów, uzbrojenia i opancerzenia górował nad rosyjskimi jednostkami operującymi w rejonie Morza Czarnego. Odpowiedzią na tureckie zbrojenia morskie była decyzja Dumy Państwowej podjęta w 1911 o przyjęciu programu wzmocnienia Floty Czarnomorskiej. Większość przyznanych na ten cel środków przeznaczono na budowę nowych pancerników. Okręty zaprojektowano z wykorzystaniem doświadczeń wyniesionych z budowy pancerników typu Gangut. Na nowych jednostkach zwiększono opancerzenie i wzmocniono artylerię średniego kalibru. Zmniejszono natomiast długość kadłuba i moc siłowni.
Zamówienie na dwie pierwsze jednostki zostało złożone w stoczni Russud 31 marca 1912. Trzecia jednostka miała być budowana w stoczni Nawał.
Budowa „Impieratrica Marija” rozpoczęła się w lipcu 1912. Wodowanie nastąpiło 6 października 1913, wejście do służby 28 maja 1915. 13 sierpnia 1914 podpisano umowę na budowę czwartej jednostki, na której początkowo planowano instalację silniejszego uzbrojenia. Ostatecznie ostatni okręt tego typu miał otrzymać jedynie nieco mocniejsze opancerzenie. W 1916 po wodowaniu budowa ostatniej jednostki serii została wstrzymana, a kontynuowanie jej budowy uznano za niecelowe. 
Koszt wybudowania jednego okrętu oszacowano na równowartość 21 ton czystego złota.

## Zbudowane okręty
- „Impieratrica Marija” – położenie stępki 17 października 1911, wodowanie 6 października 1913, wejście do służby 28 maja 1915, okręt zatonął 20 listopada 1916 w wyniku eksplozji komór amunicyjnych w Sewastopolu
- „Impieratrica Jekatierina Wielikaja” – położenie stępki 17 października 1911, wodowanie 24 maja 1914, wejście do służby 5 października 1915, w czasie budowy okręt nosił imię „Jekatierina II”, a następnie „Impieratrica Jekatierina II". W 1917 zmieniono imię na „Swobodnaja Rossija”. Okręt dwukrotnie uczestniczył w starciu z tureckim krążownikiem liniowym „Yavuz Sultan Selim”. W obawie przed zdobyciem przez wojska niemieckie okręt został storpedowany i zatopiony przez własne okręty 18 czerwca 1918 w Noworosyjsku
- „Impierator Aleksandr III” – położenie stępki 17 października 1911, wodowanie 2 kwietnia 1914, wejście do służby 15 czerwca 1917. W 1917 imię okrętu zmieniono na „Wola”. W 1918 okręt został przejęty przez Niemców, a następnie Brytyjczyków i przeniesiony do Izmiru. W październiku 1919 okręt powrócił do Sewastopola i wszedł w skład sił wojsk białych. Imię okrętu zmieniono na „Gienierał Aleksiejew”. W 1920 okręt kilkakrotnie ostrzeliwał wojska bolszewików. W grudniu 1920 okręt został internowany przez Francję w tunezyjskim porcie Bizerta. W 1928 został sprzedany na złom. Rozbiórka okrętu rozpoczęła się w 1936.